# Millennium Challenge 2002
Millennium Challenge 2002 (MC02) war das bis dahin größte Militärmanöver der Streitkräfte der Vereinigten Staaten mit dem Ziel, die Wirkung der nach den Terroranschlägen am 11. September 2001 implementierten netzwerkzentrierten Kriegsführung (Network-Centric Warfare) zu erproben. Da der Verlauf des Manövers Schwächen in der neuen Strategie offenbarte und das Verteidigungsministerium infolgedessen einen Neustart anordnete und die Regeln so änderte, dass diese der Strategie dennoch zum Erfolg verhalfen, war das Manöver stark umstritten.

## Verlauf

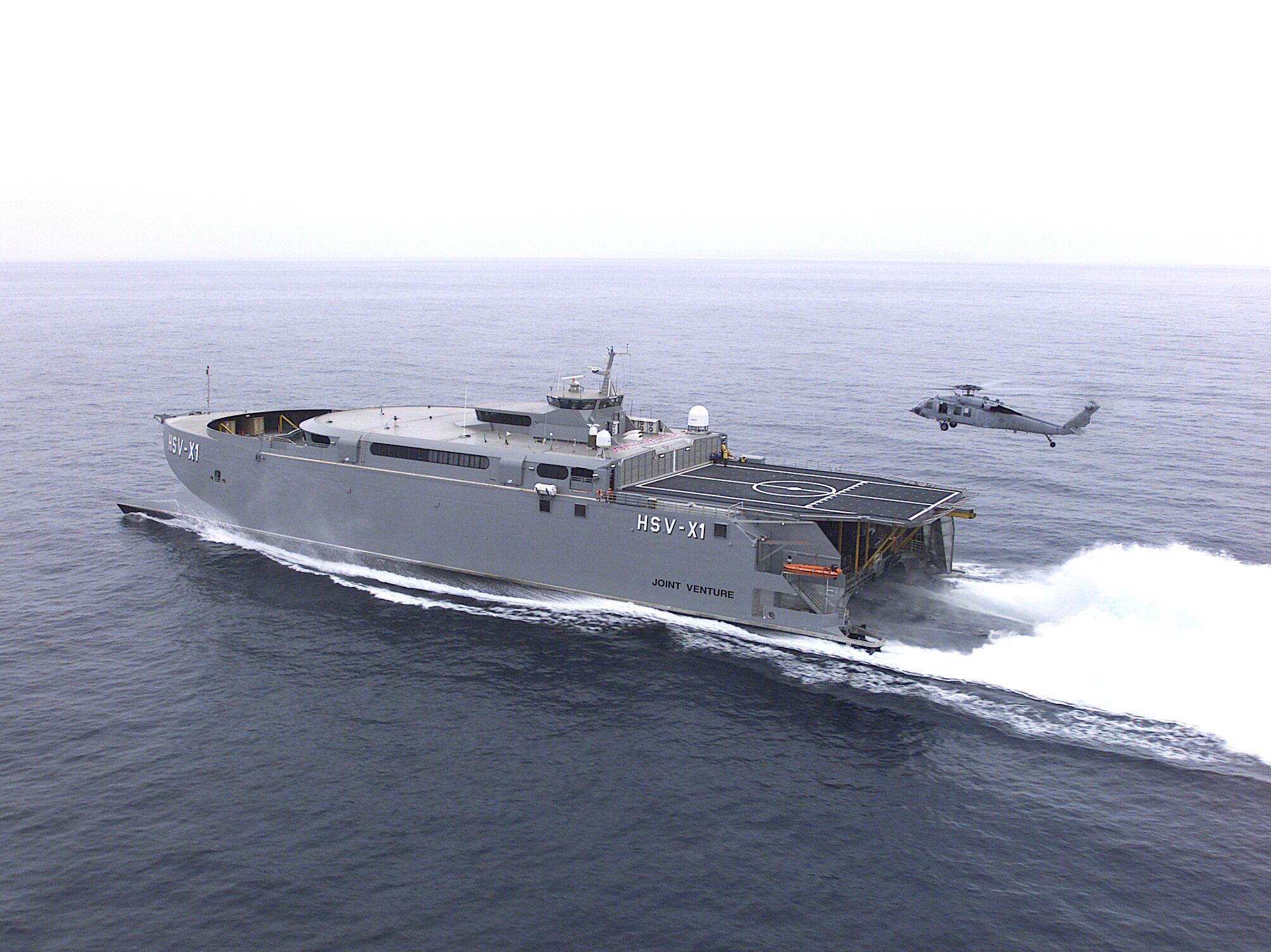
Ein MH-60S „Knight Hawk“ bei der Landung auf der Joint Venture (HSV-X1)

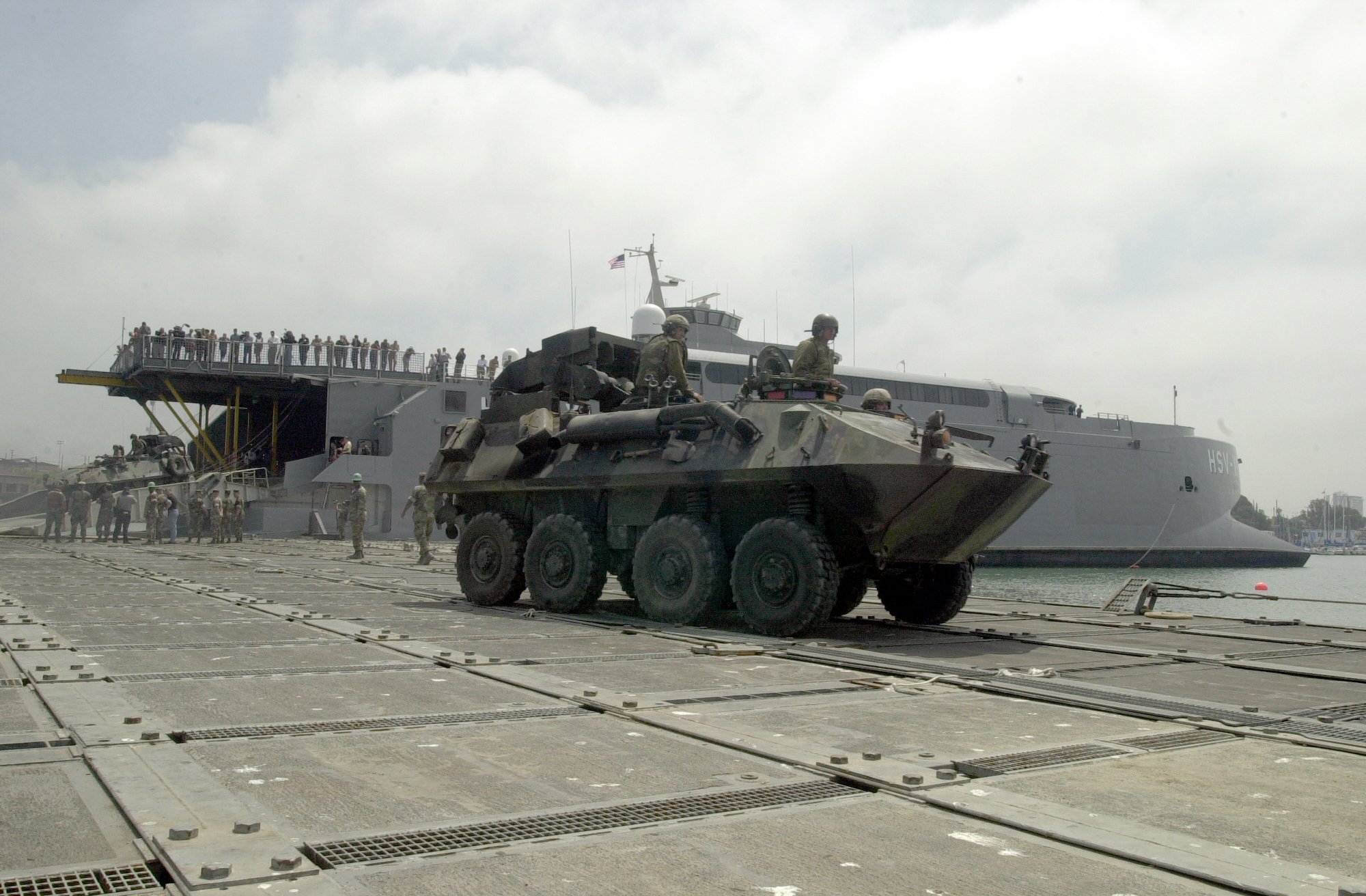
US-amerikanische Radpanzer im Marine Corps Base Camp Pendleton

Millennium Challenge 2002 fand vom 24. Juli bis zum 15. August 2002 statt und verfügte über ein Budget von 250 Mio. US-Dollar. Das Manöver bestand sowohl aus Wehrübungen unter Beteiligung von Soldaten als auch aus virtuellen Teilen, da die Datenübertragung per Computer ein wesentliches Element der netzwerkzentrierten Kriegsführung ist.
Für das Manöver wurden 13.000 Mann aus allen US-amerikanischen Teilstreitkräften bereitgestellt und der pensionierte Generalleutnant Paul K. Van Riper des US Marine Corps reaktiviert. Die Truppen unter Van Ripers Kommando simulierten den traditionell unter der roten Farbe firmierten Feind. Das Operationsgebiet sah dem persischen Golf ähnlich, und man kann davon ausgehen, dass hier die Invasion Iraks oder Irans studiert werden sollte.
Van Riper durchkreuzte den Optimismus des Verteidigungsministeriums, indem er der technikzentrierten Ausrichtung der blauen Seite entging. So ließ er Befehle an die Front durch Kradmelder übermitteln, um die breite elektronische Überwachung und Signalstörung von Blau zu umgehen. Van Ripers eigentliche Leistung bestand aber in seiner Nutzung der ihm zur Verfügung stehenden „Flotte“, die aus kleinen Fischerbooten, Patrouillenbooten und gewöhnlichen Zivilflugzeugen bestand. Diese ließ er mit Sprengstoff zu schwimmenden bzw. fliegenden Bomben umrüsten. Zunächst ließ Van Riper diese zivil aussehenden Einheiten ziellos im Golf umherirren, bis sie von „Blau“ aufgefordert wurden, die Gewässer zu verlassen. Daraufhin befahl Van Riper einen Selbstmordangriff aller Einheiten gleichzeitig auf die blaue Flotte. Unterdessen belastete er die elektronischen Verteidigungsmaßnahmen der blauen Partei dadurch, dass er einen konzentrierten Schlag mit allen zur Verfügung stehenden Marschflugkörpern auf die blaue Marine verübte. Bei diesem Angriff wurden insgesamt sechzehn Schiffe, also insgesamt zwei Drittel der blauen Flotte, darunter auch ein Flugzeugträger versenkt. Laut dieser Simulation hätte Blau im Ernstfall bis zu 20.000 Soldaten verloren.
Als Reaktion auf diese Verheerungen setzte das Verteidigungsministerium den Spielstand auf null zurück und ließ das Manöver fortan nach fest vorgeschriebenem Muster ablaufen, sodass die ursprüngliche Strategie von Blau aufging. General Van Riper protestierte gegen diesen parteiischen Eingriff und trat daher als Oberkommandierender von „Rot“ zurück. Als die Ergebnisse des Manövers der Öffentlichkeit bekannt wurden, entwickelte sich eine Debatte über das Vorgehen des Verteidigungsministeriums.
Generalleutnant Van Riper gab in der zweiteiligen Dokumentation Der perfekte Krieg von 2004 an, dass er befürchte, bei einer Inszenierung eines Manövers, bei der die USA nicht verlieren könnten, werde sich die Geschichte wiederholen. Er selbst hatte als Oberleutnant im Vietnamkrieg in den 1960ern gedient, dabei habe man mit Methoden gearbeitet, die Verteidigungsminister Robert McNamara eingeführt hatte. Auf dem Schlachtfeld füllten die Amerikaner Lochkarten für die IBM-Computer aus, die später nach Saigon zur Auswertung gingen. Die Computer in Saigon werteten diese Informationen aus und gaben an die USA weiter: „wir werden den Krieg gewinnen“, während die Soldaten im Feld wussten, dass der Krieg bereits verloren war.

## Fernsehdokumentationen
- Der perfekte Krieg (Zweiteiler, 2004) von C. Scott Willis & Klaus Prömpers